# Kunstgewerbeschule

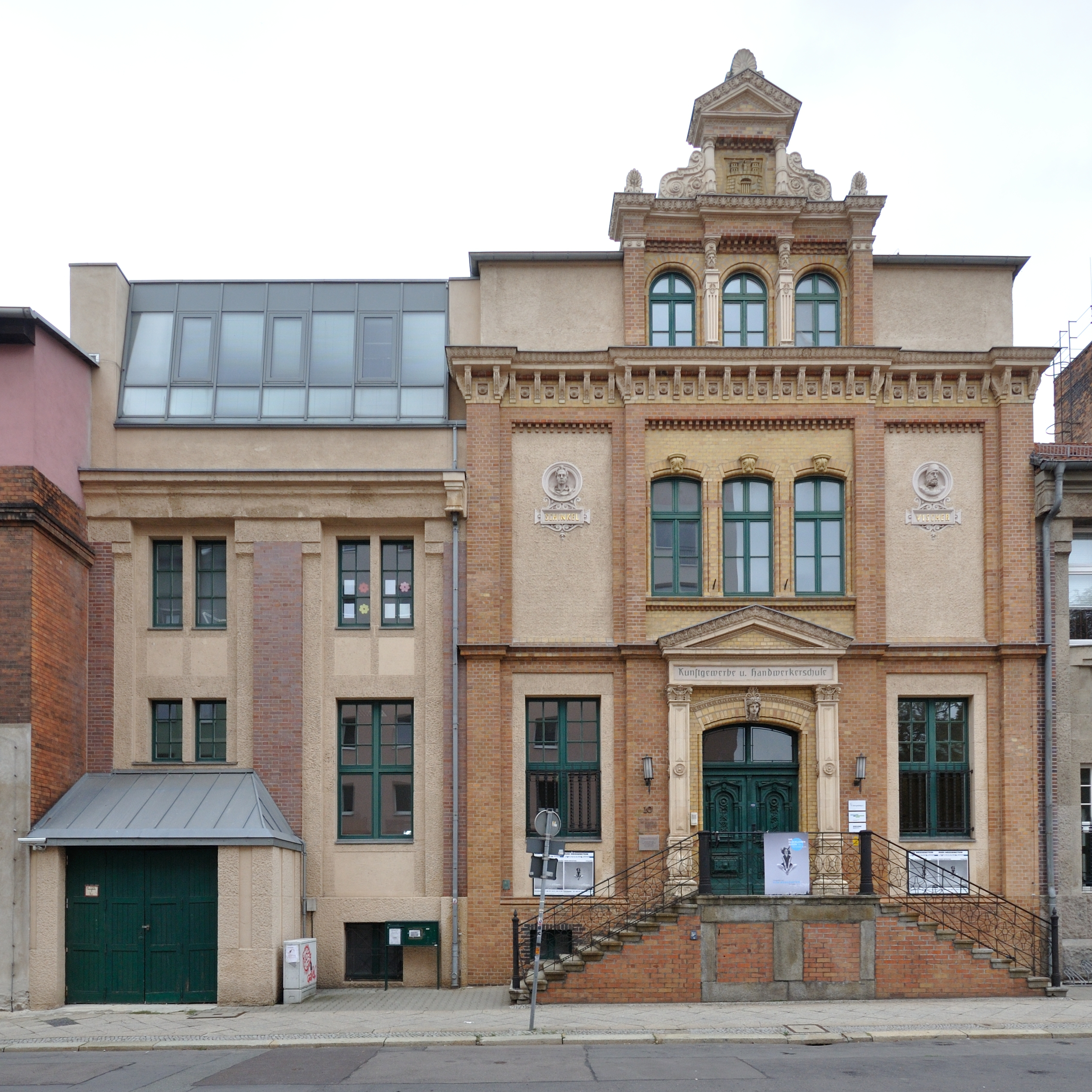
Kunstgewerbeschule à Magdebourg.

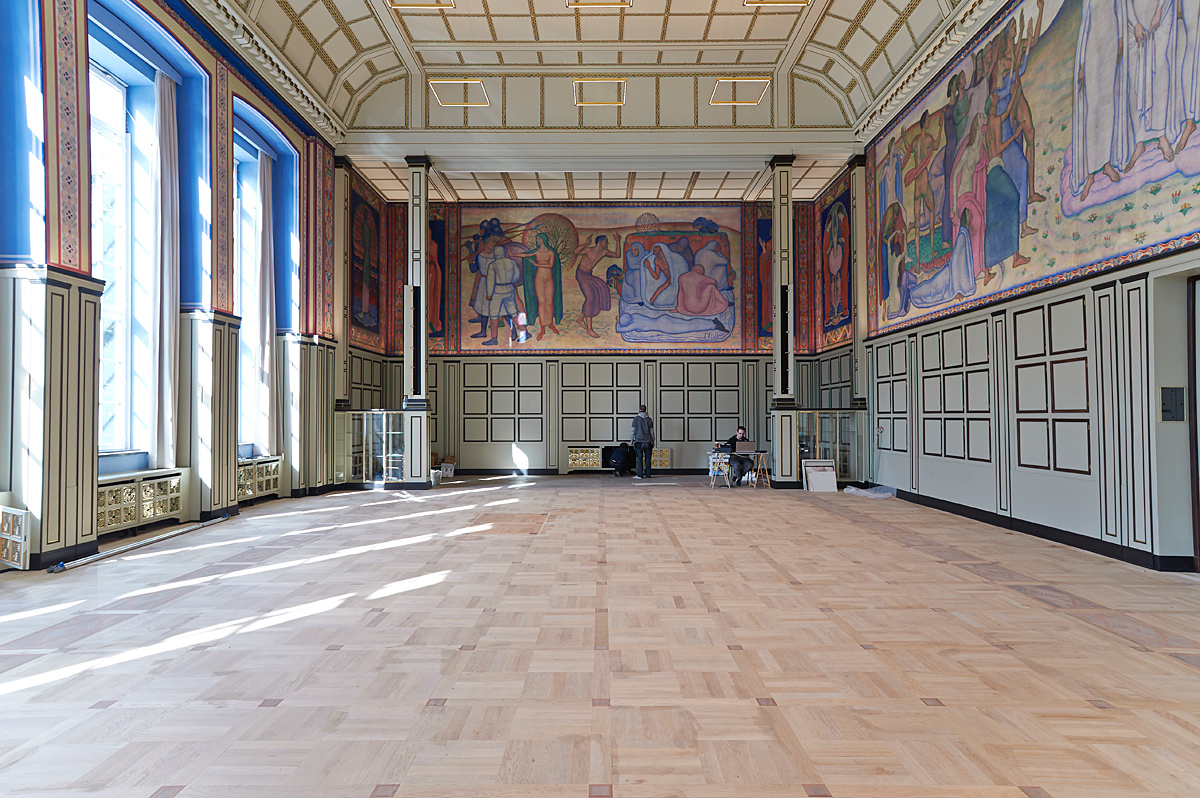
Auditorium de l'ancienne Kunstgewerbeschule Hamburg, avec la peinture murale Die ewige Welle de Willy von Beckerath, créée en 1911-1918, restaurée en 2011.

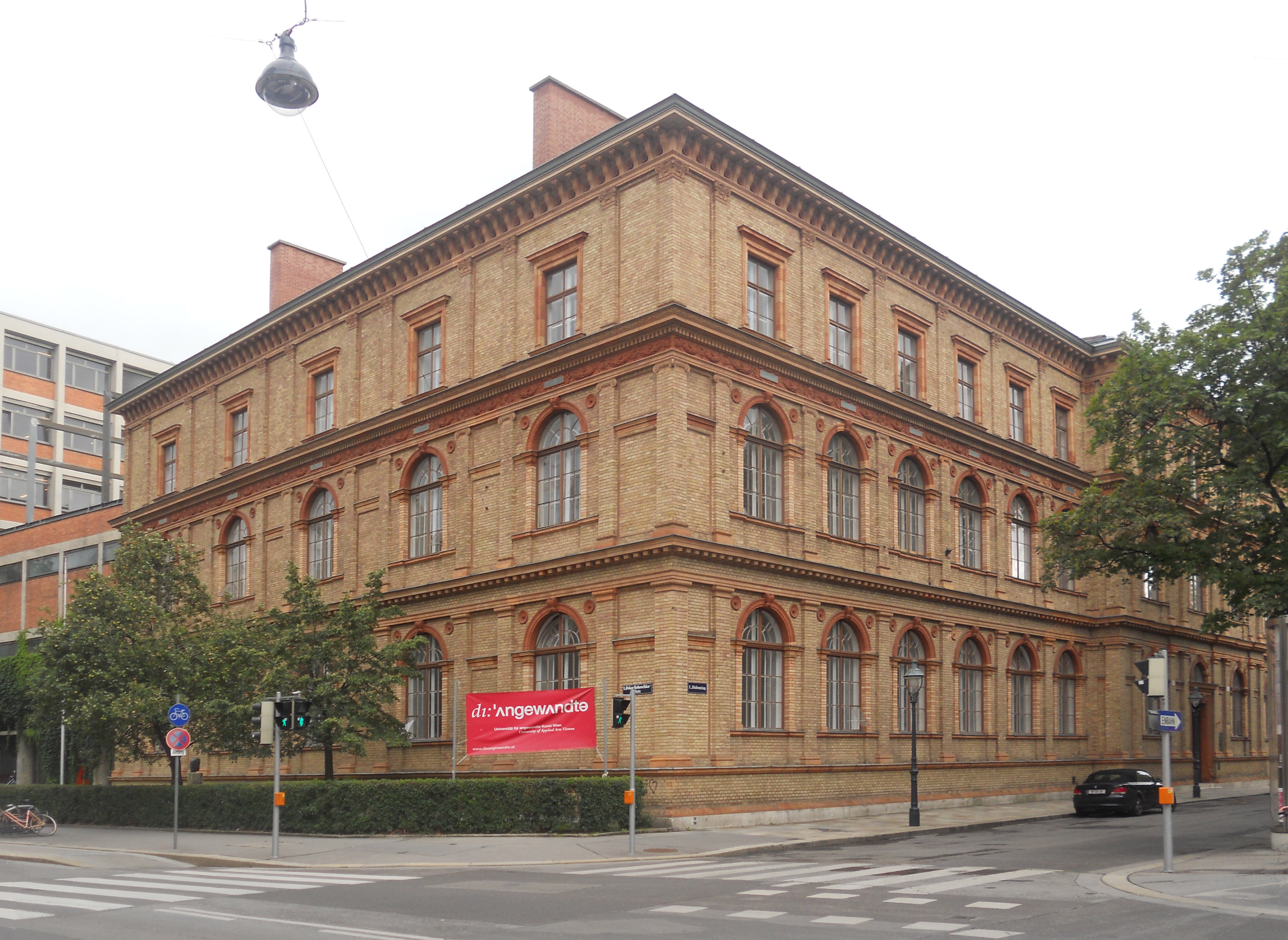
Bâtiment de l'ancienne Kunstgewerbeschule de Vienne, aujourd'hui l'université des arts appliqués de Vienne.

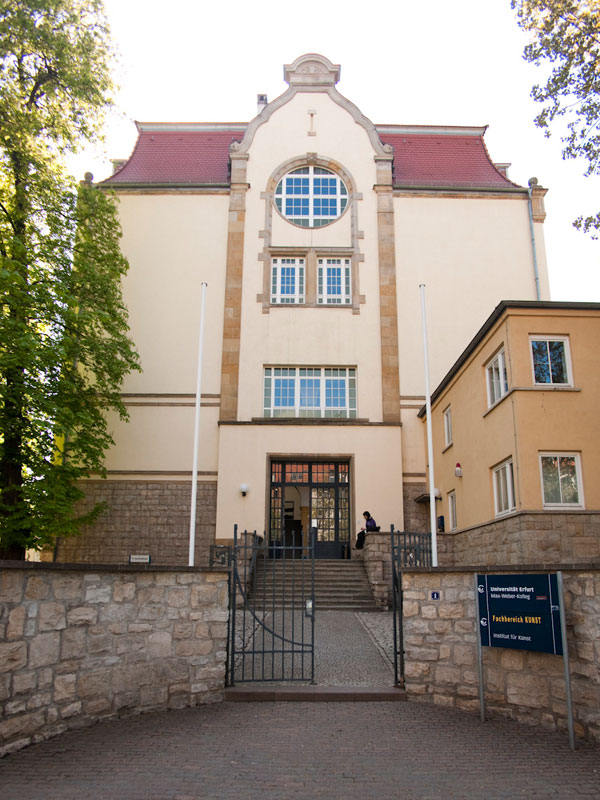
Entrée de l'ancienne Kunstgewerbeschule Erfurt, aujourd'hui le bâtiment des arts et de la musique de la faculté d'éducation de l'université d'Erfurt.

Une Kunstgewerbeschule (en français : école d'arts appliqués) était un type d'école artistique professionnelle qui existait dans les pays germanophones depuis le milieu du XIXe siècle. Le terme Werkkunstschule était également utilisé pour ces écoles. À partir des années 1920 et après la Seconde Guerre mondiale, la plupart d'entre elles ont soit fusionné avec des universités, soit fermé, bien que certaines aient perduré jusqu'aux années 1970.
Les élèves commençaient généralement à fréquenter ces écoles entre 16 et 20 ans, parfois dès 14 ans, et suivaient un cursus de quatre années, au cours duquel ils recevaient une éducation générale et apprenaient également des compétences artistiques et artisanales spécifiques telles que le tissage, le travail du métal, la peinture, la sculpture.
Certains des artistes les plus connus de l'époque ont suivi le cursus d'une Kunstgewerbeschule, notamment Anni Albers, Peter Behrens, René Burri, Otto Dix, Horst P. Horst, Gustav Klimt, Oskar Kokoschka, Egon Schiele et Oskar Schlemmer. De nombreux étudiants admis dans la célèbre école d'art du Bauhaus avaient auparavant étudié dans des Kunstgewerbeschulen.

## Liste d'établissements
Par date d'ouverture :
- Vienne, 1867. La Kunstgewerbeschule Wien est devenue un établissement d'enseignement supérieur en 1941, puis l'université des arts appliqués de Vienne en 1999. Son bâtiment principal a été conçu en 1877. L'école était étroitement liée au Musée royal impérial autrichien d'art et d'industrie, devenu le musée des arts appliqués de Vienne, connu sous le nom de MAK, qui est fondé en 1863. Parmi les anciens élèves de la Kunstgewerbeschule figurent Gustav Klimt, Oskar Kokoschka et Lucie Rie[2].
- Berlin (1868). Berlin comptait deux Kunstgewerbeschulen. L'institut d'enseignement du musée des arts appliqués de Berlin a ouvert ses portes le 12 janvier 1868. Le musée lui-même a été fondé en 1866 à l'initiative d'une association privée de musées. L'école a été créée pour offrir une alternative à la formation artistique académique. À partir de 1881, l'école a été installée dans le bâtiment Martin-Gropius-Bau, dans la Niederkirchnerstraße à Kreuzberg[3]. En 1885, l'État prussien a repris le Kunstgewerbemuseum et son école affiliée[4]. En 1924, l'école a été séparée du musée et a fusionné avec la Hochschule für die Bildenden Künste, pour devenir les Vereinigten Staatsschulen für Freie und Angewandte Kunst (écoles d'État unies pour les arts libres et appliqués). Elle est l'un des prédécesseurs de la Hochschule der Künste Berlin, fondée en 1975, et qui, depuis 2001, est l'Universität der Künste Berlin (UdK) (Université des arts de Berlin). L'autre Kunstgewerbeschule de Berlin, fondée en 1899, a également été intégrée à l'actuelle UdK[5]. L'école Reimann de Berlin, fondée en 1902, était également une école artistique professionnelle, mais elle était financée par le secteur privé, et non par l'État comme la Kunstgewerbeschule[6].
- Munich (1868) La Königliche Kunstgewerbeschule München (école royale des arts et appliqués) a été rebaptisée Staatsschule für angewandte Kunst (école d'État pour les arts appliqués) en 1928, puis à nouveau Akademie für angewandte Kunst en 1937[7]. En 1946, elle a été intégrée à l'Akademie der Bildenden Künste München (Académie des Beaux-Arts de Munich)[8].
- Cassel (1869). L'école est issue d'une académie d'art fondée en 1777 et créée sous le nom de Werkkunstschule le 24 mai 1869. Elle a fermé au début de la Seconde Guerre mondiale et ses locaux ont été utilisés comme hôpital militaire, qui a cessé de fonctionner en mai 1943 en raison des dégâts causés par les inondations dues au bombardement du barrage d'Edersee. L'école a rouvert ses portes en 1946 sous le nom de Schule für Handwerk und Kunst (école d'artisanat et d'art). Après plusieurs changements de nom et de locaux, elle a fusionné en 1970 avec l'école des beaux-arts de Cassel, qui est devenue en 1971 une faculté de l'université de Cassel[9].
- Stuttgart (1869). L'école s'appelait la Württembergische staatliche Kunstgewerbeschule (école d'arts appliqués de l'État de Wurtemberg). En 1946, elle est devenue la Staatliche Akademie der Bildenden Künste Stuttgart (Académie nationale des beaux-arts de Stuttgart)[10].
- Kaiserslautern (1874). L'école a été fondée en 1874 sous le nom de Pfälzische kunstgewerbliche Fachschule (école palatine des arts et métiers), en même temps que la Königliche Kreisbaugewerkschule (école des métiers du bâtiment du district royal). Vers 1938, les deux écoles ont fusionné pour devenir l'actuelle Meisterschule für Handwerker Kaiserslautern (école supérieure des artisans)[11],[12].
- Dresde (1875).Elle a été fondée sous le nom de Königlich-Sächsische Kunstgewerbeschule (école royale saxonne d'arts appliqués). Elle est devenue l'Akademie für Kunstgewerbe (Académie d'État des arts appliqués) en 1921 et a fusionné avec l'Académie des beaux-arts de Dresde en 1950 pour devenir l'actuelle Hochschule für Bildende Künste Dresden[13],[14].
- Leipzig (1876). La Königliche Kunstakademie und Kunstgewerbeschule a été créée en 1876, à partir de l'ancienne Zeichnungs-, Malerey- und Architectur-Academie, fondée en 1764. L'écrivain Johann Wolfgang von Goethe, alors étudiant en droit, a commencé à y suivre des cours de dessin à partir de l'automne 1765[15]. À partir de 1900, l'école s'appelle la Königliche Akademie für graphische Künste und Buchgewerbe (école royale des arts et du commerce du livre). Après la Seconde Guerre mondiale, en 1947, elle devient l'Akademie für Graphik und Buchkunst - staatliche Kunsthochschule, et en 1950 la Hochschule für Graphik und Buchkunst (Académie pour le graphisme et l'art du livre). Elle est aujourd'hui connue sous le nom de Hochschule für Grafik und Buchkunst / Académie des Beaux-Arts de Leipzig (HGB)[16].
- Breslau (en polonais : Wrocław) (1876). L'École royale des arts et métiers de Breslau est fondée en 1876 dans ce qui était alors la Prusse. Elle trouve son origine dans l'école d'art provinciale, Provinzialkunstschule, fondée en 1791. Elle est devenue en 1816 la Königliche Kunst- Bau- und Handwerkerschule (école royale d'art, de construction et d'artisanat). À partir de 1911, elle est devenue la Staatliche Akademie für Kunst und Kunstgewerbe Breslau. Elle a été fermée le 1er avril 1932 à la suite d'un décret d'urgence pris en vertu de l'article 43 de la Constitution de Weimar. Une nouvelle école d'art, appelée Eugeniusz Geppert Academy of Fine Arts, a été créée à Wrocław en mars 1946[17].
- Pforzheim (1877). L'école a été fondée sous le nom de Herzoglichen Kunstgewerbeschule und Fachschule für die Metallindustrie (école ducale des arts et métiers et école de l'industrie des métaux). Elle a fusionné avec la Staatliche Höhere Wirtschaftsfachschule, un institut tertiaire d'économie fondé en 1963, prédécesseur de la Hochschule Pforzheim, un établissement de commerce, de design et d'ingénierie[18].
- Karlsruhe (1878). La Kunstgewerbeschule Karlsruhe, créée en 1878, a fusionné avec la Großherzoglichen Badischen Kunstschule Karlsruhe (école de peinture grand-ducale de Karlsruhe) en 1920, pour créer la Badische Landeskunstschule (école d'art du Land de Bade). Elle a fermé en 1944 et a rouvert ses portes en 1947 sous le nom de Badische Akademie der bildenden Künste (Académie des beaux-arts de Baden). Depuis 1961, c'est l'Académie nationale des beaux-arts de Karlsruhe[19],[20].
- Francfort-sur-le-Main (1878). Fondée en 1878, la Kunstgewerbeschule Frankfurt a été intégrée vers 1930 à l'École Städel, une école d'art dont les origines remontent à l'Institut d'art Städel, établi à Francfort en 1817. L'école est désormais connue sous le nom de École d'État des beaux-arts - École Städel[21],[22],[23].
- Zurich (1878). Avec un certain nombre d'autres institutions, la Kunstgewerbeschule de Zurich est le prédécesseur de l'université des arts de Zurich (en allemand : Zürcher Hochschule der Künste - ZHdK)[24].
- Nuremberg (1883). L'actuelle Akademie der Bildenden Künste Nürnberg (AdBK) (Académie des beaux-arts de Nuremberg) est issue d'une académie de peinture fondée en 1662, ce qui en fait la plus ancienne école d'art du monde germanophone[25].. En 1820, elle a été rebaptisée Königliche Kunstschule (école royale d'art). En raison de la pression exercée par le gouvernement pour développer le commerce à Nuremberg, elle devient en 1883 la Kunst- und Kunstgewerbeschule, qui se concentre uniquement sur les arts appliqués plutôt que sur les beaux-arts. En 1928, elle est devenue la Staatsschule für angewandte Kunst (école d'État pour les arts appliqués), et en 1940, elle a reçu son nom actuel[25].
- Düsseldorf (1883). La Kunstgewerbeschule Düsseldorf a été ouverte le 3 avril 1883. Elle a fermé ses portes à la fin de l'année scolaire en 1918. En 1919, ses cours d'architecture ont été transférés à la Kunstakademie Düsseldorf[26].
- Magdebourg (1887). L'école de Magdebourg s'est développée à partir d'une école de dessin fondée le 6 octobre 1793. Elle est devenue la Kunstgewerbe- und Handwerkerschule Magdeburg le 9 octobre 1887. Elle a fermé ses portes en 1963[27].
- Hambourg (1896). La Kunstgewerbeschule Hamburg a été rebaptisée Landeskunstschule (école d'art d'État) en 1928 et est devenue la Hochschule für bildende Künste Hamburg (université des beaux-arts de Hambourg) en 1955[28].
- Erfurt (1898). L'école s'appelait officiellement Staatlich-Städtischen Handwerker-und Kunstgewerbeschule. Elle était officieusement connue sous le nom de Hügelschule, car elle se trouve dans une rue appelée Am Hügel,  « sur la colline ». Elle est devenue la Fachschule für angewandte Kunst (école supérieure des arts appliqués) en 1946. À partir de 1955, elle a fait partie de l'école normale d'Erfurt et depuis 2001, elle est le bâtiment d'art et de musique de la faculté d'éducation de l'université d'Erfurt[29].

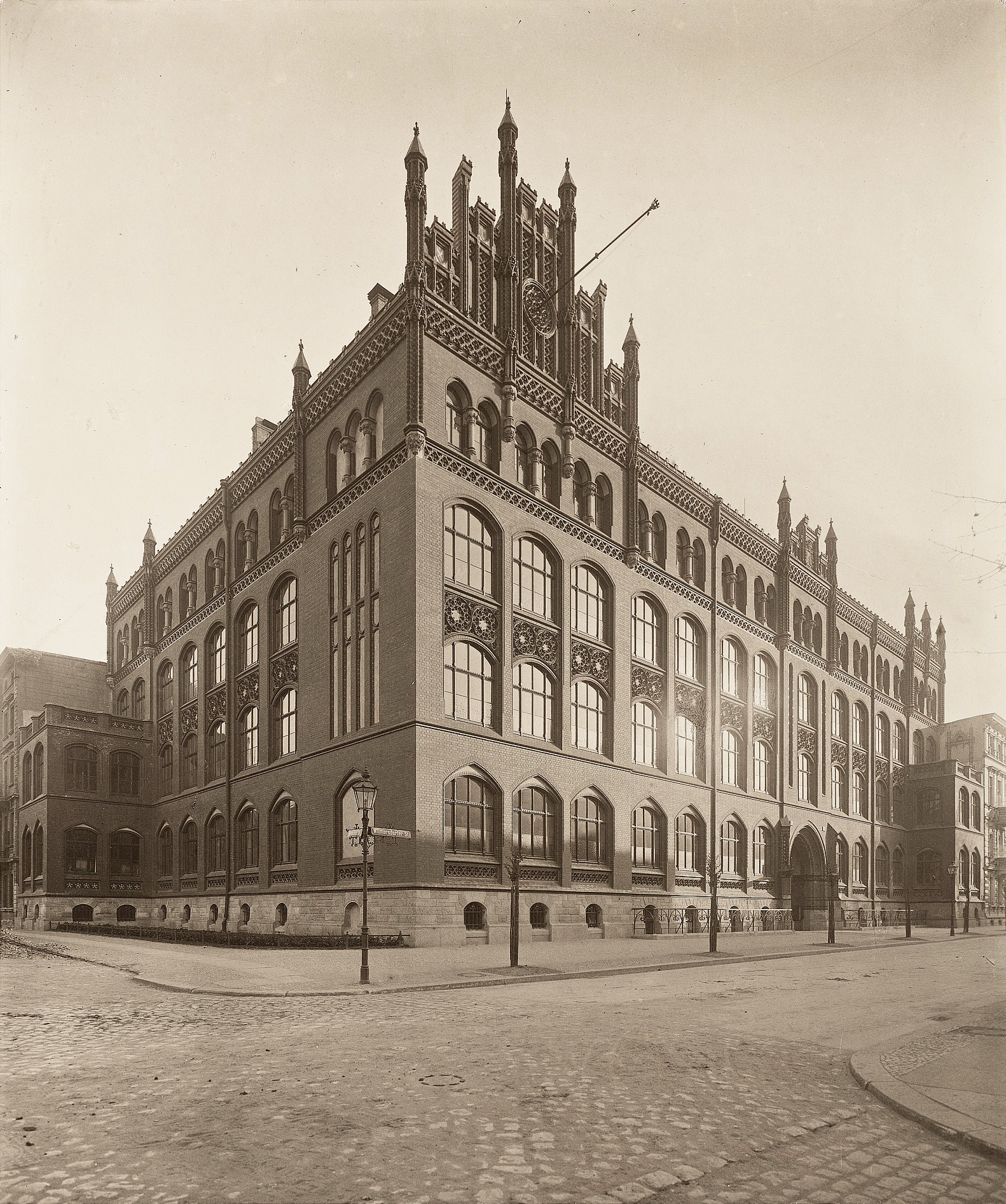
École des arts et métiers, à Berlin-Charlottenbourg, vers 1900.

- Berlin (1899) La deuxième des deux écoles d'arts appliqués de Berlin trouve son origine dans une école de formation continue créée en 1861 pour les jeunes commerçants. En 1899, elle a été créée sous le nom de Kunstgewerbe- und Handwerkerschule (école d'arts appliqués et d'artisans). De 1900 à 1943, elle était installée dans la Eosanderstraße à Charlottenbourg. En novembre 1943, le bâtiment a été détruit lors d'un raid aérien.

Pendant le Troisième Reich, en 1936, l'école est rebaptisée Meisterschule des deutschen Handwerks der Reichshauptstadt (école supérieure des métiers allemands de la capitale impériale). Après la guerre, elle est de nouveau rebaptisée Meisterschule für das Kunsthandwerk (école supérieure des arts et métiers). En 1952, elle s'installe dans un bâtiment situé dans l'actuelle Straße des 17. Juni, qui appartient aujourd'hui à l'université des arts de Berlin. En 1964, l'école d'art s'appelle la Staatliche Werkkunstschule, et à partir de 1966 la Staatliche Akademie für Werkkunst und Mode (Académie d'État pour les arts appliqués et la mode). En 1971, elle a été intégrée à la Hochschule für Bildende Künste. En 1975, celle-ci devient la Hochschule der Künste Berlin, qui depuis 2001 est l'Universität der Künste Berlin (UdK) (Université des arts de Berlin),.

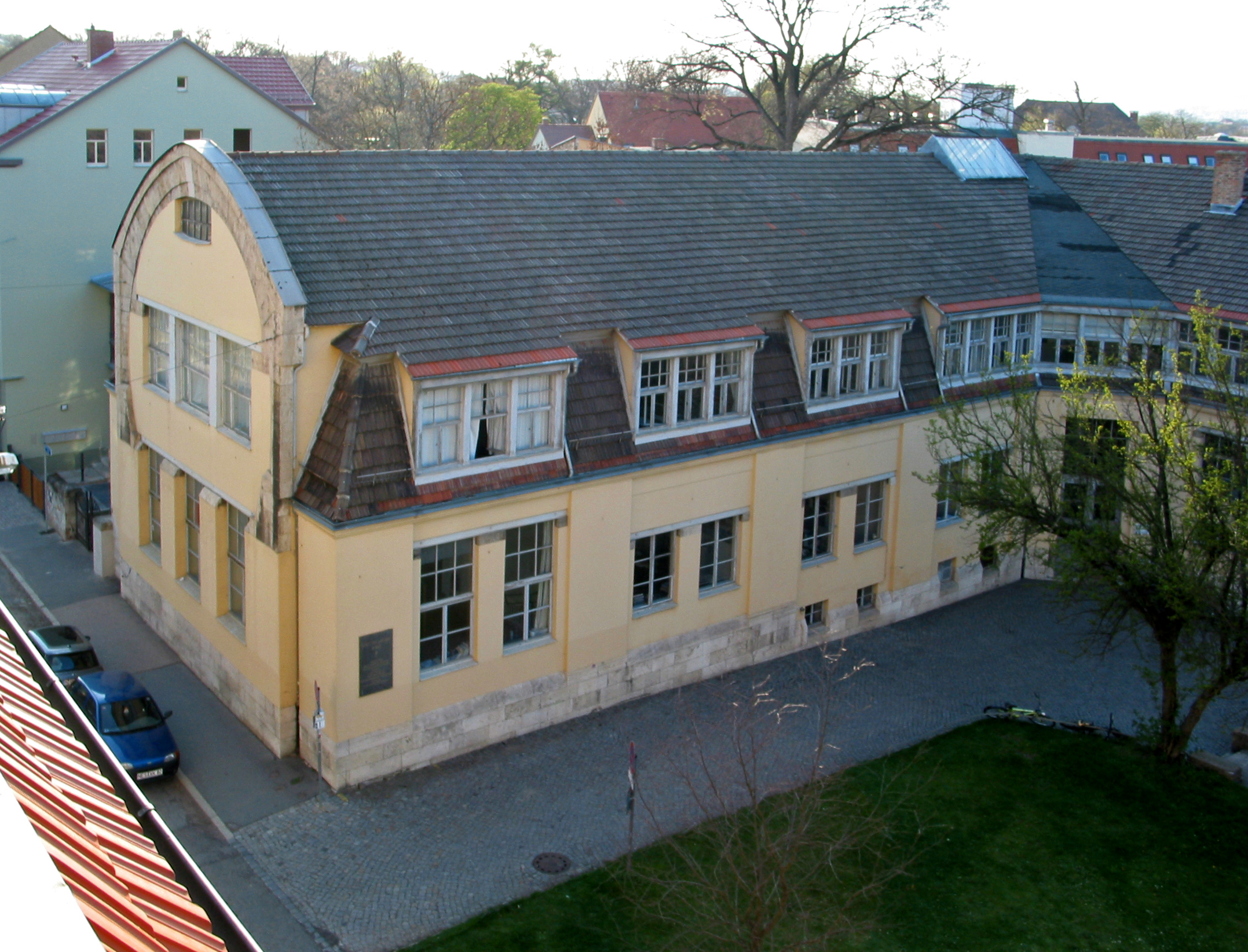
Le bâtiment de la Kunstgewerbeschule de Weimar, qui a ensuite été utilisé par le Bauhaus de 1919 à 1925.

- Weimar (1908). Officiellement appelée Großherzoglich-Sächsische Kunstgewerbeschule Weimar (École grand-ducale saxonne des arts et métiers, Weimar), l'école a été fondée à la suite de la création du Kunstgewerbliches Institut, Weimar en 1905. L'école a fermé en 1915 après le départ de son directeur belge, Henry van de Velde, en raison de pressions politiques, l'Allemagne et la Belgique étant dans des camps opposés lors de la Première Guerre mondiale[31].

Une école distincte, située sur un site voisin, la Großherzoglich-Sächsische Kunstschule Weimar (école d'art grand-ducale saxonne, Weimar), est fondée en 1860. En 1910, elle est devenue un institut d'enseignement supérieur appelé Großherzoglich Sächsische Hochschule für Bildende Kunst (école grand-ducale saxonne des beaux-arts).
En 1919, les bâtiments utilisés par l'ancienne Kunstgewerbeschule et la Hochschule für Bildende Kunst voisine sont devenus le siège de la nouvelle école d'art Bauhaus. Les bâtiments, conçus par Henry van de Velde entre 1904 et 1911, font désormais partie du site du patrimoine mondial du Bauhaus,,
Le Bauhaus quitte Weimar pour Dessau en 1925. Les bâtiments de Weimar sont utilisés par des institutions éducatives liées aux arts. Il existait également d'autres écoles d'art, sur d'autres sites, à Weimar, notamment la Fürstliche freie Zeichenschule Weimar (école de dessin libre princière de Weimar), qui a existé de 1776 à 1930, et la Staatliche Bauschule Weimar (école nationale d'architecture/de métiers du bâtiment). Après diverses fusions, restructurations et renommages, l'actuelle Bauhaus-Universität Weimar, fondée en 1996 après la réunification allemande, fonctionne sur l'ancien site du Bauhaus et dispense des cours d'art et de design.

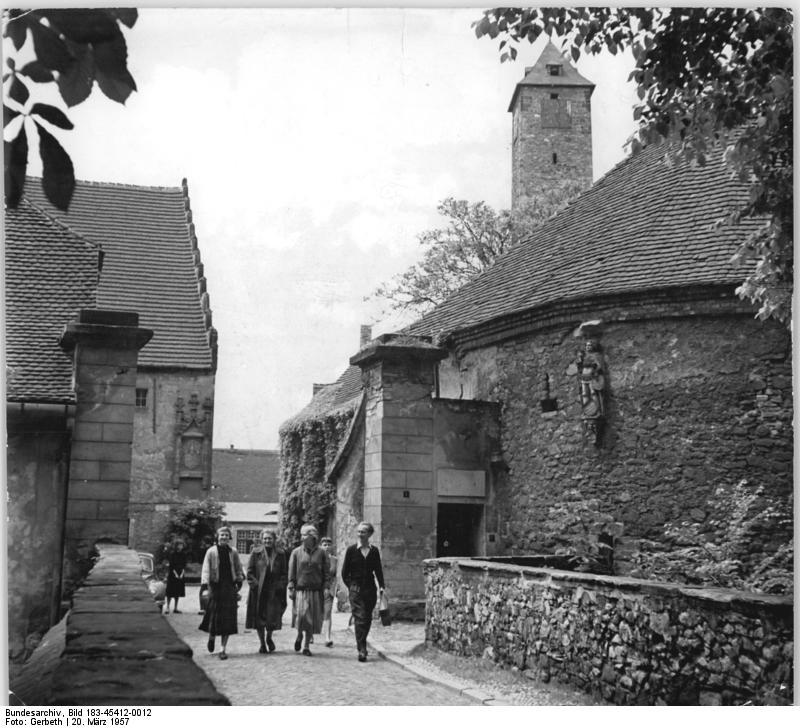
Burg Giebichenstein Kunsthochschule Halle en 1957, qui s'appelait alors Institut für künstlerische Werkgestaltung.

- Halle (1915) L'école a été créée en 1915 sous le nom de Handwerkerschule der Stadt Halle, à la suite de la fusion de la Provinzial-Gewerbeschule (l'école des métiers de la région), fondée en 1852, et de la Gewerbliche Zeichenschule (une école de dessin technique), fondée en 1870. Elle a été rebaptisée Handwerker- und Kunstgewerbeschule en 1918[34]. En 1921-22, l'école a déménagé dans le château de Burg Giebichenstein, après quoi elle a été appelée Werkstätten der Stadt Halle, Staatliche-stadtische Kunstgewerbeschule Burg Giebichenstein (Ateliers de la ville de Halle, école d'arts appliqués de l'État et de la ville de Burg Giebichenstein)[35].

Un grand nombre d'anciens étudiants et professeurs du Bauhaus ont travaillé à l'école, notamment Gerhard Marcks, le recteur de 1928 à 1933 ; Hans Wittwer, qui dirigeait le département d'architecture ; Benita Koch-Otte, qui dirigeait l'atelier de tissage ; Marguerite Friedländer et Erich Consemüller. Lorsque les nazis arrivent au pouvoir en 1933, ces personnes et d'autres membres du personnel considérés comme avant-gardistes sont licenciés. Les ateliers de peinture, de graphisme, de sculpture, d'architecture, de photographie et de menuiserie ont tous été fermés. En 1938, elle est rebaptisée Meisterschule des Deutschen Handwerks auf Burg Giebichenstein Halle-Saale, Werkstätten der Stadt Halle (école supérieure des métiers allemands au Burg Giebichenstein Halle-Saale). « Meisterschule » était un terme utilisé par les nazis ; après la Seconde Guerre mondiale, l'école change de nom à plusieurs reprises. En 2011, elle est devenue le Burg Giebichenstein University of Art and Design.
- Wiesbaden (1919). La Handwerker- und Kunstgewerbeschule Wiesbaden est née d'une école de formation continue créée en 1817. À partir de 1844, cette école est soutenue par l'association des métiers du duché de Nassau, le Gewerbeverein für Nassau. En 1881, elle comptait trois départements proposant des cours de commerce, de dessin et de modélisme. En 1918, la ville de Wiesbaden reprend l'école et en 1919, elle est créée sous le nom de Handwerker- und Kunstgewerbeschule[37]. La même année, l'école a déménagé dans un bâtiment construit en 1863 pour une école primaire, conçue par l'architecte Philipp Hoffmann. Le bâtiment abrite aujourd'hui le Kunsthaus Wiesbaden, la galerie d'art de la ville[38],[39] L'école a fermé en 1934. Elle a rouvert ses portes en 1947 et a été rebaptisée Werkkunstschule Wiesbaden en 1949[37].  En 1971, elle a fusionné avec les écoles d'ingénieurs de Geisenheim, Idstein et Rüsselsheim pour former la Fachhochschule Wiesbaden, qui s'appelle depuis 2013 l'université des sciences appliquées RheinMain[40].